# سلطنة العربانية
سلطنة العربانية كانت سلطنة إسلامية صغيرة تقع فيما يُعرف الآن بمنطقة أرسي [الإنجليزية] في إثيوبيا. تأسست حوالي القرن الثاني عشر، وكانت أصغر وأضعف الممالك الإسلامية التي وصفها الجغرافي المسلم والمقريزي. وكان سكانها يتبعون المذهب الحنفي وكانت الولاية تعتبر جزءاً من منطقة زيلع [الإنجليزية].

## التاريخ
غُزيَت السلطنة العربانية من الإمبراطورية الإثيوبية وجعلتها جزءًا من فاتاجار [الإنجليزية]. فتاجار، وبالتالي أربابني هي المنطقة الواقعة جنوب شرق العاصمة الحديثة أديس أبابا، والتي تتوافق بشكل أساسي مع منطقة شيوا الغربية [الإنجليزية] الحديثة ومنطقة أرسي [الإنجليزية]. أدت هجرات الأورومو إلى إعادة تسمية المنطقة للمرة الثالثة إلى أرسي، على اسم أرسي أورومو. كانت منطقة فتاجار، باعتبارها إحدى الدول الإسلامية المستقلة سابقًا في المنطقة، هدفًا رئيسًا لمحاول أحمد بن إبراهيم الغازي، إمام سلطنة عدل استعادتها. في عهد الإمبراطور أمدي تسيون الأول، غُزيَت أربابني وضُمت إلى إثيوبيا وأصبحت جزءًا من مقاطعة فاتاجار [الإنجليزية]. احتل شعب الأورومو منطقة فاتاغار أثناء هجرات الأورومو [الإنجليزية].